# Nagy doxológia
A nagy doxológia a római katolikus mise „Gloria in Excelsis Deo” („Dicsőség a magasságban Istennek!”) kezdetű – legtöbbször énekelt – imája, amelyet a köznapi szóhasználatban – első szava után – csaknem mindig Dicsőségnek vagy Glóriának neveznek. Szövege ritmikus próza, amely egyszerre dicsőíti az Atyát, a Fiút és a Szentlelket. Az ünnepi szentmise állandó része, a Kyrie eleison után.
A Glória (és a Te Deum) azoknak a zsoltároknak az egyedüli maradványai, amelyeket magánemberek írtak (psalmi idiotici), és nem közvetlenül a Bibliából származnak. Szövegük szépsége a keresztény líra kivirágzását példázza az üldözések időszakában.
A Glória az egyik legrégibb keresztény ima. Szövege eredetileg görög nyelvű volt. Egy korábbi változata a 3. századra datálható (de az is lehet, hogy az elsőre). Az ortodox egyházban egy hosszabb, 4. századi eredetű változatát éneklik.
Először Teleszphorosz pápa (128–139) rendelte el, hogy legyen része a liturgiának és karácsonykor énekeljék, Szümmakhosz pápa (498–514) már minden vasárnapra kötelezőnek rendelte. Húsvétkor papok énekelhették. A középkorban számos elferdített változata vált ismertté, hiába tiltották őket.
A mai római katolikus liturgia szerint főünnepeken, ünnepeken és vasárnaponként éneklik vagy mondják, kivéve az adventi és nagyböjti időt.

## Latin szöveg
Glória in excélsis Deo
et in terra pax homínibus bonae voluntátis.
Laudámus te,
benedícimus te,
adorámus te,
glorificámus te,
grátias ágimus tibi propter magnam glóriam tuam,
Dómine Deus, Rex caeléstis,
Deus Pater omnípotens.
Dómine Fili unigénite, Iesu Christe,
Dómine Deus, Agnus Dei, Fílius Patris,
qui tollis peccáta mundi, miserére nobis;
qui tollis peccáta mundi, súscipe deprecatiónem nostram.
Qui sedes ad déxteram Patris, miserére nobis.
Quóniam tu solus Sanctus, tu solus Dóminus, tu solus Altíssimus,
Iesu Christe, cum Sancto Spíritu: in glória Dei Patris. Amen.

## Magyar szöveg
Dicsőség a magasságban Istennek!
És a földön békesség a jóakaratú embereknek!
Dicsőítünk Téged, áldunk Téged,
imádunk Téged, magasztalunk Téged.
Hálát adunk Neked nagy dicsőségedért.
Urunk és Istenünk, mennyei Király,
mindenható Atyaisten.
Urunk Jézus Krisztus, egyszülött Fiú.
Urunk és Istenünk, Isten Báránya, az Atyának Fia,
Te elveszed a világ bűneit, irgalmazz nekünk!
Te elveszed a világ bűneit, hallgasd meg könyörgésünket!
Te az Atya jobbján ülsz, irgalmazz nekünk!
Mert egyedül Te vagy a Szent, te vagy az Úr,
te vagy az egyetlen Fölség, Jézus Krisztus,
a Szentlélekkel együtt az Atyaisten dicsőségében!
Ámen.